# SH74A (Nieuw-Zeeland)
De SH74A of State Highway 74A is een korte nationale weg in Nieuw-Zeeland, die de door het zuidoosten van de stad Christchurch loopt. De weg takt bij in Woolston van de SH74 af en loopt daarna naar Hillsborough, waar de weg aansluit op de met de SH73. Op zijn 2,3 kilometer lange route komt de weg alleen door de regio Canterbury.
1 · 
1B · 
2 · 
2A · 
2B · 
3 · 
3A · 
4 · 
5 · 
6 · 
6A · 
7 · 
7A · 
8 · 
8A · 
8B · 
9 · 
10 · 
11 · 
12 · 
14 · 
15 · 
16 · 
17 · 
18 · 
20 · 
20A · 
20B · 
21 · 
22 · 
23 · 
24 · 
25 · 
25A · 
26 · 
27 · 
28 · 
29 · 
30 · 
30A · 
31 · 
32 · 
33 · 
34 · 
35 · 
36 · 
37 · 
38 · 
39 · 
40 · 
41 · 
43 · 
44 · 
45 · 
46 · 
47 · 
48 · 
49 · 
50 · 
52 · 
53 · 
54 · 
56 · 
57 · 
58 · 
59 · 
60 · 
61 · 
63 · 
65 · 
67 · 
67A · 
69 · 
70 · 
71 · 
73 · 
73A · 
74 · 
74A · 
75 · 
77 · 
79 · 
80 · 
82 · 
83 · 
84 · 
85 · 
86 · 
87 · 
88 · 
90 · 
SH93 · 
94 · 
95 · 
96 · 
98 · 
99